# 34기 명인전 (일본)
34기 명인전은 일본 서열 2위의 바둑기전으로 2008년 12월부터 시작된 본선 풀리그에서 이야마 유타9단이 8전 전승으로 도전권을 따낸뒤, 장쉬 명인과의 도전기에서 일본 역사상 최연소(20세4개월) 명인 타이틀을 획득했다.

## 대회 일정
| 구분      | 일정                     |
| --------- | ------------------------ |
| 예선 B, C | 2007년 10월 - 2008년 3월 |
| 예선 A    | 2008년 4월 - 7월         |
| 최종 예선 | 2008년 8월 - 11월        |
| 본선      | 2008년 12월 - 2009년 8월 |
| 도전기    | 2009년 9월 - 10월        |

## 본선 리그
본선리그는 전기 본선 성적 상위6명과 최종예선을 거쳐 선발한 3명이 풀리그를 통해 진행한다. 덤은 6집반. 제한시간은 각자 5시간에 60초 초읽기 5회이다.
| 서열 | 기사명          | 이야마 | 야마다 | 조치훈 | 타카오 | 사카이 | 고바야시 | 왕밍완 | 오가타 | 장 | 성적   | 순위 |
| 1    | 이야마 유타     | -      | 승     | 승     | 승     | 승     | 승       | 승     | 승     | 승 | 8승    | 1위  |
| 2    | 야마다 키미오   | 패     | -      | 승     | 승     | 승     | 패       | 승     | 승     | 승 | 6승2패 | 2위  |
| 3    | 조치훈          | 패     | 패     | -      | 패     | 패     | 승       | 승     | 패     | 승 | 3승5패 | 6위  |
| 4    | 타카오 신지     | 패     | 패     | 승     | -      | 승     | 승       | 승     | 패     | 승 | 5승3패 | 3위  |
| 5    | 사카이 히데유키 | 패     | 패     | 승     | 패     | -      | 승       | 승     | 승     | 승 | 5승3패 | 4위  |
| 6    | 고바야시 사토루 | 패     | 승     | 패     | 패     | 패     | -        | 패     | 승     | 승 | 3승5패 | 탈락 |
| 7    | 왕밍완          | 패     | 패     | 패     | 패     | 패     | 승       | -      | 패     | 승 | 2승6패 | 탈락 |
| 7    | 오가타 마사키   | 패     | 패     | 승     | 승     | 패     | 패       | 승     | -      | 승 | 4승4패 | 5위  |
| 7    | 장 리우         | 패     | 패     | 패     | 패     | 패     | 패       | 패     | 패     | -  | 8패    | 탈락 |

## 도전기
도전기는 전기 명인 타이틀 보유자 장쉬9단과 본선 리그 1위로 도전권을 따낸 이야마 유타 9단의 7번기로 진행되었다. 이야마 유타9단이 4승1패로 일본 역사상 최연소기록(20세4개월)을 세우며 명인 타이틀을 차지했다.
| 명인  | 전적  | 도전자      |
| ----- | ----- | ----------- |
| 장 쉬 | 1 - 4 | 이야마 유타 |

### 상세 결과
| 9월3-4일 | 이야마 유타 | 흑반집승 | 장 쉬 | 덤:6집반 제한시간:각 8시간 60초10회 |

| 9월16-17일 | 장 쉬 | 흑불계승 | 이야마 유타 | 덤:6집반 제한시간:각 8시간 60초10회 |

| 9월24-25일 | 이야마 유타 | 백불계승 | 장 쉬 | 덤:6집반 제한시간:각 8시간 60초10회 |

| 10월7-8일 | 장 쉬 | 흑불계승 | 이야마 유타 | 덤:6집반 제한시간:각 8시간 60초10회 |

| 10월14-15일 | 이야마 유타 | 백불계승 | 장 쉬 | 덤:6집반 제한시간:각 8시간 60초10회 |